# Cephalanthera schulzei
Cephalanthera schulzei là một loài thực vật có hoa trong họ Lan. Loài này được E.G.Camus mô tả khoa học đầu tiên năm 1908.